# Ottavio De Liva
Ottavio De Liva (ur. 10 czerwca 1911 w Udine, zm. 23 sierpnia 1965 w Dżakarcie) – włoski duchowny rzymskokatolicki, arcybiskup, dyplomata papieski.

## Biografia
8 lipca 1934 otrzymał święcenia prezbiteriatu z rąk arcybiskupa Udine Giuseppe Nogary i został kapłanem archidiecezji Udine. Później pracował w dyplomacji papieskiej, m.in. w Nuncjaturze Apostolskiej w Czechosłowacji, gdzie badał głośną sprawę domniemanego cudu w Číhošť. Wraz z zamknięciem przez komunistyczny rząd nuncjatury, został wydalony z Czechosłowacji.
18 kwietnia 1962 papież Jan XXIII mianował go internuncjuszem apostolskim w Indonezji oraz arcybiskupem tytularnym heliopolitańskim. 27 maja 1962 w Udine przyjął sakrę biskupią z rąk arcybiskupa wiedeńskiego kard. Franza Königa. Współkonsekratorami byli arcybiskup Udine Giuseppe Zaffonato oraz urzędnik Sekretariatu Stanu abp Lino Zanini.
Jako ojciec soborowy wziął udział w drugiej i w trzeciej sesji soboru watykańskiego II. Urząd internuncjusza apostolskiego w Indonezji pełnił do śmierci 23 sierpnia 1965.